# Цоллер, Виктор
Виктор Цоллер (нем. Viktor Zoller; 22 июня 1912, Равенсбург, Германская империя — 28 мая 1947, Ландсбергская тюрьма) — гауптштурмфюрер СС, адъютант коменданта концлагеря Маутхаузен и коменданта концлагеря Освенцим.

## Биография
Виктор Цоллер родился 22 июня 1912 года в семье банкира Йозефа Цоллера и его жены Анны. После окончания школы полгода проходил практику на строительном производстве и работал в архитектурном бюро. Впоследствии два семестра учился в высшей строительной школе в Штутгарте, но из-за недостатка денежных средств ему пришлось бросить учёбу.
В мае 1933 года вступил в НСДАП (билет № 3287569) и СС (№ 77379). 13 апреля 1934 года поступил на службу в штандарт СС «Верхняя Бавария» в Дахау. Во время Польской кампании командовал мотострелковым взводом в составе 1-го пехотного полка дивизии СС «Мёртвая голова». В начале мая 1940 года был переведён в инспекцию концлагерей в Ораниенбурге. С 22 мая 1940 по 2 мая 1942 года был адъютантом коменданта концлагеря Маутхаузен Франца Цирайса. Там он участвовал в транспортировке заключённых в учреждение по эвтаназии Хартхайм. В мае 1942 года в составе дивизии СС «Мёртвая голова» был призван на Восточный фронт. В июле 1942 года был тяжело ранен под Демянском и до октября 1943 года находился в лазарете. 22 ноября 1943 стал адъютантом коменданта концлагеря Освенцим Артура Либехеншеля. Согласно показаниям свидетелей, он неоднократно присутствовал во время селекции евреев на железнодорожной платформе. 15 мая 1944 года вновь был переведён в концлагерь Маутхаузен, где стал командиром охранного батальона.
После окончания войны Цоллер несколько дней прятался у крестьянина неподалёку от Перга, затем добрался до Миндельхайма, где скрывался под именем Фриц Шлумбергер. 8 декабря 1945 года был арестован американскими войсками и доставлен в тюрьму для военных преступников в Дахау. Цоллеру было предъявлено обвинение американским военным трибуналом на Главном процессе по делу о преступлениях в концлагере Маутхаузен. 13 мая 1946 года был приговорён к смертной казни через повешение. 28 мая 1947 года приговор был приведён в исполнение в Ландсбергской тюрьме.